# سانتا روسا دو بوروس
سانتا روسا دو بوروس (بالبرتغالية: Santa Rosa do Purus‏) هي بلدية تقع في البرازيل في أكري. يقدر عدد سكانها بـ 3,948 نسمة ومساحتها 5,981 كم2 .